# NGC 4162
NGC 4162 (również PGC 38851 lub UGC 7193) – galaktyka spiralna (Sbc), znajdująca się w gwiazdozbiorze Warkocza Bereniki. Odkrył ją William Herschel 10 kwietnia 1785 roku. Jest to galaktyka z aktywnym jądrem.
W galaktyce tej zaobserwowano supernowe SN 1965G i SN 2001hg.